# ستيفن بادوك
ستيفن كريج بادوك (بالإنجليزية: Stephen Craig Paddock)‏ (9 أبريل 1953 - 1 أكتوبر 2017)  مواطن أمريكي  في يوم 1 أكتوبر 2017 قام بإطلاق النار على حشد من الناس في حادثة عرفت مجزرة لاس فيغاس 2017 في حفل موسيقي أقيم لاس فيغاس  وقد أسفر الهجوم عن مقتل 58 شخصا.